# Glyphostoma aliciae
Glyphostoma aliciae é uma espécie de gastrópode do gênero Glyphostoma, pertencente a família Conidae.